# Silver Style Entertainment
La Silver Style Entertainment era una ditta tedesca con sede a Berlino fondata nel 1993, che sviluppava videogiochi per PC ed era attiva anche nella produzione, nella pubblicazione e nella distribuzione.
Specializzata in avventure grafiche e videogiochi di ruolo, si occupava anche di altri tipi di videogiochi: gestionali tra cui di rilievo i due Mad News e Mad TV, oltre ad alcuni RTT (tattica in tempo reale) quali Soldiers of Anarchy, quasi un seguito del primo videogioco strategico sviluppato dall'azienda intitolato Shadow Company.

## Videogiochi sviluppati da Silver Style

### Avventure grafiche
- Simon the Sorcerer 5
- DWK5
- Goin’ Downtown
- Everlight of Magic & Power
- Simon the Sorcerer 4: Chaos Happens
- The Clown

### GdR - RPG
- The Fall - Last Days of Gaia (3D)
- Gorasul: The Legacy of the Dragon (2D)

### "Gestionali"
- RTL Boxen Extra (Boxe)
- The Producer (Cinema)
- Mad News (Informazione)
- Mad TV (Show)

### "Strategia"
- Soldiers of Anarchy (3D RTT)
- Shadow Company (RTT)
- Caribbean Disaster (strategico-comico)

### Videogiochi pubblicitari
- Federal Information Agency
- Federal Environment Office
- Federal Labour Office

| Controllo di autorità | VIAF (EN) 142204434 · ISNI (EN) 0000 0001 2172 3847 |